# Henk Soeters
Henk Soeters is een Nederlands voormalig diplomaat. Hij werkte op verschillende ambassades, waaronder als ambassadeur van Slowakije, Suriname, Argentinië en Portugal.

## Biografie
Soeters studeerde na een studie van vijf jaar in 1972 af als Meester in de rechten. Van 1973 tot 2014 werkte hij voor het ministerie van Buitenlandse Zaken op de ambassades van Tanzania, Colombia, Chili en Argentinië, en als ambassadeur in Slowakije, Suriname, Argentinië en Portugal.
Als ambassadeur was hij acht jaar in Suriname werkzaam, waaronder zijn laatste jaren als ambassadeur. Bij zijn vertrek in 2006 werd hij onderscheiden met het Grootlint in de Ere-Orde van de Palm, waarmee president Ronald Venetiaan hem waardeerde voor zijn enorme bijgedrage aan versteviging van de relaties. Hij droeg onder meer bij aan de opzet van de Business Coalition on HIV/AIDS. Hij werd opgevolgd door Tanya van Gool.